# Facua
Facua-Consumidores en Acción o simplemente Facua es una organización no gubernamental española, dedicada desde 1981 a la defensa de los derechos de los consumidores. Su nombre proviene de «Federación de Asociaciones de Consumidores y Usuarios de Andalucía». Desde 2003 es una asociación de ámbito nacional. Tiene su sede central en Sevilla, en la calle Bécquer, 25 B.

## Órgano de gobierno

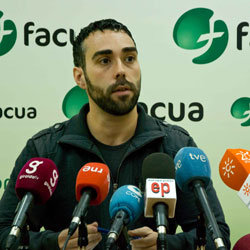
Conferencia de prensa del secretario general de Facua, Rubén Sánchez.

El órgano de gobierno está compuesto por:
- Olga Ruiz Legido, presidenta.
- Rubén Sánchez García, secretario general.
- María Ángeles Ayerbe Cazalla, tesorera.
- Miguel Ángel Serrano Ruiz, vicepresidente.[2]

## Controversias
En febrero de 2013 el Tribunal de Cuentas expuso en el Informe de Fiscalización gastos no elegibles que Facua había solicitado y recibido del Ministerio de Sanidad, Servicios Sociales e Igualdad, obligando a devolver las subvenciones indebidamente cobradas.
En mayo de 2016, Facua se personó como acusación popular en la causa que la Sala 4 Penal de la Audiencia Nacional abrió contra Luis Pineda, Manos Limpias y Ausbanc por extorsión y otros delitos. Facua, bajo la dirección letrada de Podemos, demandó por imputar al portavoz de Facua Rubén Sánchez un supuesto delito de emisión de facturas falsas para UGT. En sentencia fechada el 9 de julio de 2021, la Audiencia Nacional absuelve a los demandados de dicho delito.
En julio de 2016, el juez de 1.ª instancia del juzgado número 16 de Madrid acusó a Facua en sentencia de manipular documentos con el objetivo de confundir a los usuarios y a los juzgados.
En septiembre de 2016, Facua demandó al periódico Extraconfidencial por derecho al honor, al afirmar este medio que recibía dinero de empresas. El juez absolvió a los demandados al considerar probados los hechos publicados.
En enero de 2017 demandó a OKDIARIO, a su director Eduardo Inda y a una redactora por publicar que los afectados del ‘Caso Volkswagen’ habían denunciado a FACUA por haberles estafado más de 1 millón de euros al considerar que era un bulo. El Juzgado de Primera Instancia n.º4 de Sevilla desestimó la demanda por ser veraz la información.
En febrero de 2017 la Agencia de Protección de Datos condenó en apercibimiento a Facua por enviar spam a sus socios.
En marzo de 2017 la Audiencia Provincial de Sevilla condenó en costas a Facua tras desestimar la demanda que esta puso contra los abogados contratados por ellos mismos para el caso de Forum-Afinsa. La Asociación demandó a sus abogados al considerar que debían devolver parte de los 80 000 euros cobrados por su trabajo. La Audiencia Provincial tras comprobar que Facua recibió 305 000 euros de sus socios y subvenciones para esta demanda consideró que dichos honorarios eran correctos.
En abril del 2022 la Audiencia Nacional ordenó investigar si Facua daba de alta socios sin su autorización, tras detectar que era una práctica habitual en la organización.